# ラファエル・コンセプション
ラファエル・アレクサンデル・コンセプシオン・エルナンデス（Rafael Alexander Concepcion Hernandez、1982年6月24日 - ）は、パナマの元プロボクサー。パナマシティ出身。元WBA世界スーパーフライ級暫定王者。

## 来歴
2007年3月24日、パナマシティでジャン・ピエロ・ペレスとWBAフェデラテンフライ級王座決定戦を行うがコンセプションが体重超過した為ペレスが勝った場合のみ王座を獲得する条件で行われたが、コンセプションが10回2-1(96-94、95-97、96-95)の判定勝ちを収めた。
2008年3月27日、パナマシティでジャン・ピエロ・ペレスと再戦し、3回48秒TKO勝ちを収めた。
2008年7月26日、セブのセブ・コロシアムでアレックス・ジョン・バナルとWBA世界スーパーフライ級暫定王座決定戦を行い、10回2分35秒KO勝ちを収め王座を獲得した。
2008年9月15日、アレナ・メヒコでホルヘ・アルセと対戦し、9回終了時にコンセプションが棄権した為TKO負けを喫し初防衛に失敗、王座から陥落した。
2009年2月3日、ブルックリンのマソニック・テンプルで元世界2階級制覇王者のケルミン・グアルディアと対戦し、8回3-0（2者が78-74、77-75）の判定勝ちを収めた。
2009年8月15日、ラスベガスのハードロック・ホテル&カジノ内ザ・ジョイントで元IBF世界フライ級王者のノニト・ドネアとWBA世界スーパーフライ級暫定王座決定戦を行うが、コンセプシオンは前日計量で4ポンド1⁄2の体重超過で失格となり、ドネアが勝ったときのみ王座獲得という条件で試合は行われ、ドネアが12回0-3（111-117、112-116、113-115）の判定の判定負けを喫した。
2010年7月17日、トゥストラ・グティエレスのパレンケ・デ・ラ・フェリアでWBC・WBO世界バンタム級王者のフェルナンド・モンティエルと対戦し、3回1分7秒KO負けを喫し2階級制覇に失敗した。

## 獲得タイトル
- FECARBOX中央アメリカスーパーフライ級王座
- WBA世界スーパーフライ級暫定王座（防衛0）